# Władimir Bieklemiszew
Władimir Nikołajewicz Bieklemiszew (ros. Владимир Николаевич Беклемишев, ur. 2 października?/14 października 1890 w Grodnie, zm. 4 września 1962 w Moskwie) – rosyjski zoolog i entomolog.
W 1913 ukończył Imperatorski Uniwersytet Petersburski, od 1918 był adiunktem w Permie, w założonym niewiele wcześniej Uniwersytecie Permskim, a w 1920 został tam profesorem. Od 1922 do 1932 kierował działem zoologii bezkręgowców Uniwersytetu Permskiego. W 1945 został członkiem rzeczywistym Akademii Nauk Medycznych ZSRR, a w 1959 r. członkiem zagranicznym Polskiej Akademii Nauk. W 1946 otrzymał Nagrodę Stalinowską. W 1947 roku uhonorowany tytułem zasłużonego działacza nauki RFSRR. Pochowany na Cmentarzu Nowodziewiczym w Moskwie.